# Emmanuel Maubert
Pour les articles homonymes, voir Maubert.
Emmanuel Maubert, surnommé maître Maubert, est un journaliste et un présentateur de radio et de télévision français, né à Reims le 20 décembre 1964 et mort le 31 mai 2016 à Cannes,.

## Biographie
Né à Reims, il vit trois ans à Toulouse puis six ans à Lille durant sa petite enfance.
Diplômé de l'École supérieure de journalisme de Paris en juin 1985, il officie au début des années 1980 sur différentes radios libres (Radio Saint Germain en 1982, Radio Boucle, Ouest FM, Radio Show, KISS FM, CVS). En 1988, il travaille à Aventure FM, une radio lancée par Bayard Presse et le Service d'informations et de relations publiques des armées (SIRPA).
En 1989, Emmanuel Maubert rejoint RMC à Monaco, pour y présenter les flashes d'informations, puis les matinales (journaux de 7 h et 9 h).
En parallèle, il présente Infosud, le journal de  Télé Monte Carlo chaque soir à 19 h 45.
En 1993, il retourne à Paris, sur France Info (groupe Radio France). Durant deux ans, il présente la revue de presse dans la matinale. En septembre 1995, il crée Média Info, une chronique quotidienne sur l'actualité des médias, dans laquelle il reçoit quotidiennement un invité. Entre 1996 et 1998, il collabore comme pigiste régulier, sous la direction de Bertrand Deveaud et René Chiche, au magazine de reportages Mag 5 sur La Cinquième.[réf. souhaitée]
En 1998, il rejoint Marc-Olivier Fogiel sur la chaîne à péage Canal+, au sein de la rédaction de l'émission TV+. En 2000, Emmanuel Maubert accompagne Marc-Olivier Fogiel lorsqu'il créé sa société PAF Productions. Il est rédacteur en chef des reportages média pour Nulle part ailleurs, puis en 2001 pour l'émission + Clair. En 2002, Emmanuel Maubert rejoint 3e Œil Productions (Pierre-Antoine Capton), pour la rédaction en chef de l'émission Starmag sur la chaîne TPS Star.
En 2004, il participe à la première saison du Grand Journal de Canal+ comme chroniqueur média.
En 2005, il fait son retour à la radio sur RTL, dans l'émission On refait la télé, aux côtés d'Isabelle Morini-Bosc et Sébastien Folin.
En 2006, Emmanuel Maubert rejoint Europe 1 et Jean-Marc Morandini pour devenir le rédacteur en chef du Journal de la télé devenu Le Grand Direct en septembre 2007 : il présente la chronique « Les indiscrétions » vers 11 h 30 et assure par ailleurs les remplacements à la présentation de l'émission quand Jean-Marc Morandini est en vacances. Emmanuel Maubert assure également chaque matin une chronique à 5 h 25 et 6 h 25 intitulée À la télé ce soir. Parallèlement, à partir de la rentrée 2007, il est chroniqueur à la télévision au côté de Philippe Vandel dans l'émission Pif Paf diffusée chaque samedi soir à 17 h 45 sur la chaîne Paris Première.
À partir de septembre 2009, tout en continuant ses activités sur Europe 1, il est chroniqueur dans l'émission quotidienne C à vous présentée par Alessandra Sublet sur France 5 entre 19 h et 20 h : il conseille chaque soir un programme à voir à la télévision.
À la rentrée 2010, Emmanuel Maubert ne travaille plus pour l'émission Le Grand Direct mais il reste sur Europe 1. Il anime des chroniques sur la télévision et les médias le matin, et remplace Michel Grossiord à la revue de presse de 7 h 20 lors de ses vacances. Il continue aussi sa participation à C à vous sur France 5. À partir d'octobre 2010, il coanime avec la cheffe guadeloupéenne Babette de Rozières, l'émission Les P'tits Plats de Babette tous les week-ends sur France Ô. En juillet 2011, il présente sur Europe 1 Après la plage, un magazine culturel et divertissant diffusé en direct du lundi au vendredi de 20 h à 22 h 30, en présence de nombreux invités.
À la rentrée 2011, il reprend sur Europe 1 la prématinale en semaine de 5 h à 7 h, tout en continuant à participer à C à vous sur France 5. À 5 h et 6 h, il annonce toujours le carillon d'Europe 1 en disant la phrase « Bonjour, bon réveil, c'est Europe 1, il est 5 (ou 6) heures du matin ! » De plus, il présente, chaque semaine sur France Ô, Ondes du monde, un magazine média, avec des images venues des télés du monde entier commentées par un invité en plateau.
À la rentrée 2013, Emmanuel Maubert n'est pas reconduit pour les petits matins d'Europe 1 et quitte la station. Il garde sa fonction de chroniqueur sur France 5 dans C à vous et continue de coanimer l'émission culinaire Les P’tits Plats de Babette sur France Ô.
À la rentrée 2014, Emmanuel Maubert quitte C à vous pour rejoindre l'émission Touche pas à mon poste ! sur D8. Il y est chroniqueur jusqu'en mai 2015.
Il devient également animateur d'une émission sur France 3, Histoire de se balader, dans le groupe de programmes Des histoires et des vies.
Emmanuel Maubert est membre du conseil d'administration du Press Club de France.
À partir de septembre 2014, Emmanuel Maubert fait partie de l'équipe d'Alessandra Sublet chaque dimanche de 11 heures à 12 h 30 dans l'émission intitulée Petit dimanche entre amis sur Europe 1.
Présent au Festival de Cannes 2016 afin d'enregistrer des émissions culinaires pour France Ô, le chroniqueur fait un malaise cardiaque le 15 mai 2016 en rentrant à l'hôtel et est hospitalisé d'urgence. Il meurt le 31 mai 2016 des suites de ce malaise cardiaque. Ses cendres ont été déposées au columbarium du Père-Lachaise (case n°18947).

## Anecdote
En mai 2009, la marionnette de « Maître Maubert » fait son apparition dans l'émission satirique de Canal+ Les Guignols de l'info dans un sketch consacré à Jean-Marc Morandini.

## Publication
- avec Gaëlle Placek, Des amis et des hommes, Gennevilliers, éditions Prisma, 4 octobre 2012, 240 p. (ISBN 978-2-8104-0258-8)Livre de témoignages, avec des photos inédites : « Ils nous racontent pour la première fois leurs plus belles amitiés : Nikos Aliagas, Bruno Solo, Dave, Michel Drucker, Laurent Baffie, Philippe Candeloro, Bernard Le Coq. »